# August 1. af Oldenborg
August 1. af Oldenborg (tysk: Paul Friedrich August von Holstein-Gottorp, Großherzog von Oldenburg) (født 13. juli 1783 i Rastede, Landkreis Ammerland, Storhertugdømmet Oldenborg, død 27. februar 1853 i Oldenburg) var regerende storhertug i Oldenborg fra 1829 til 1853.

## Forfædre
August 1. af Oldenborg var dattersøn af regerende hertug Frederik 2. Eugen af Württemberg. 
Han var oldebarn af titulær hertug Frederik Vilhelm 2. af Slesvig-Holsten-Sønderborg-Beck og regerende hertug Karl Alexander af Württemberg. 
Han var tipoldesøn af regerende hertug Christian Albrecht af Slesvig-Holsten-Gottorp, Frederikke Amalie af Danmark, titulær hertug Frederik Ludvig af Slesvig-Holsten-Sønderborg-Beck, kong Frederik Vilhelm 1. af Preussen og Sophie Dorothea af Hannover.

## Familie
August 1. af Oldenborg var gift tre gange.
Første ægteskab var med Adelheid af Anhalt-Bernburg-Schaumburg-Hoym (1800–1820). Hun var datterdatter af Karl Christian af Nassau-Weilburg og Caroline af Oranien-Nassau-Diez.
Andet ægteskab var med Ida af Anhalt-Bernburg-Schaumburg-Hoym (1804–1828). Hun var søster til hans første gemalinde. 
Tredje ægteskab var med Cecilia af Sverige (1807–1844). Hun datter af den afsatte konge Gustav 4. Adolf af Sverige–Finland og Frederikke af Baden.
Der var børn i alle tre ægteskaber. Blandt børnene var:
- Amalie af Oldenborg (1818–1875). Hun blev dronning af Grækenland, og hun var gift med kong Otto 1. af Grækenland.
- Friederike af Oldenborg (1820–1891). Hun blev gift med Jakob Freiherr von Washington, en fjern slægtning til den amerikanske præsident George Washington
- Peter 2. af Oldenborg (1827–1900), regerende storhertug fra 1853.

## Eksterne links
- Wikimedia Commons har flere filer relateret til August 1. af Oldenborg
- Online-Gotha
- Genealogie des Hauses Oldenburg

| August 1.Huset Slesvig-Holsten-GottorpSidelinje af Huset OldenburgFødt: 13. juli 1783 Død: 27. februar 1853 |                                     |                         |
| Titler som regent                                                                                           |                                     |                         |
| Foregående: Peter 1.                                                                                        | Storhertug af Oldenborg 1823 – 1853 | Efterfølgende: Peter 2. |

1. ↑  Navnet er anført på engelsk og stammer fra Wikidata hvor navnet endnu ikke findes på dansk.